# Манастир Светог Марка у Шефилду (Охајо)
Манастир Светог Марка у Шефилду је манастир Српске православне цркве који се налази у Шефилду, Охајо, сада под омофором епископа Иринеја Добријевића из Српске православне епархије источноамеричке. Манастирска црква је првобитно настала по узору на средњовековни Маркови манастир у Скопљу. Западно од манастирске цркве налази се гробље Светог Марка. Крсна слава манастира је Марковдан 8. маја (по јулијанском календару).
Српски православни манастир Светог Марка је наведен као један од значајних америчких православних манастира. Године 1985. отворен је омладински камп у манастиру цркве Светог Марка на адреси 1434 Лаке Бриз Роад у Шефилду, Охајо, који и даље наставља са летњим и зимским активностима.
2017. године са благословом Његовог Преосвештенства Епископа источноамеричког г. Иринеја Добријевића, отпочели су радови на живописању манастира Светог Марка у Шефилду.
На иконопису је радио дипломирани теолог Филип Суботић из Београда уз помоћ богослова Милоша Бабића и пароха лоренског јереја Синише Хрвачевића. Тематика својим садржајем одражава наративни стил 14. века династије Палеолога.
Међу првим постављеним фрескама јесте фреска "Пустите децу к' мени", где је Господ окружен децом и благосиља их, алудирајући на децу која се свакога лета окупљају на кампу у манастиру Светог Марка. Супротно од ње налази се фреска "Лоза Апостола", где се апостоли налазе на позлаћеној позадини, како би се истакла тематска важност апостола, јер је црква посвећена једном од њих.
Игуман манастира је архимандрит Леонтије (Алавања), духовник и домаћин летњег кампа. 
Цео манастирски комплекс састоји се од павиљона, великог фудбалског игралишта и српског православног гробља (од 1995. године).